# Kampfgruppe
Il Kampfgruppe (letteralmente gruppo da combattimento) era una unità operativa delle forze armate tedesche durante la seconda guerra mondiale; veniva inteso come un insieme di reparti combattenti, cioè senza servizi, in genere di forza superiore ad un battaglione e fino ad un reggimento, spesso comprendente diverse specialità, quindi fanteria, mezzi corazzati ed artiglieria, autonomo dal punto di vista dell'operatitivà funzionale, anche se gerarchicamente sottoposto ad un comando superiore.
L'equivalente statunitense era il Regimental Combat Team, un reggimento composto di sole truppe combattenti, i cui servizi logistici venivano assicurati da una entità esterna.